# Notophthiracarus vicinus
Notophthiracarus vicinus är en kvalsterart som först beskrevs av Wojciech Niedbała 1984.  Notophthiracarus vicinus ingår i släktet Notophthiracarus och familjen Phthiracaridae. Inga underarter finns listade i Catalogue of Life.